# C à vous
C à vous est une émission de la télévision publique nationale française. Produite par la société de production privée 3e Œil Productions appartenant à l'homme d'affaires Pierre-Antoine Capton,, le programme est diffusé sur la chaîne nationale publique France 5, depuis le 7 septembre 2009 et initialement présenté par Alessandra Sublet (2009-2013) puis par Anne-Sophie Lapix (2013-2017). Depuis 2017, l'émission est animée par Anne-Élisabeth Lemoine et diffusée du lundi au vendredi en direct de 19 h à 19 h 55 à la suite de l'émission C dans l'air puis de 20 h à 20 h 55, sur France 5.
De 2017 à septembre 2023, le présentateur de C l'hebdo Ali Baddou durant cette période, devient le remplaçant officiel d'Anne-Élisabeth Lemoine, lors de ses absences ou de ses congés. Après le départ du journaliste de l'émission en septembre 2023, la journaliste Aurélie Casse assure depuis lors, ce remplacement.

## Principe
L'émission est tournée dans un studio au décor de loft, situé à Paris. Les invités du jour, Anne-Élisabeth Lemoine et ses chroniqueurs discutent et échangent sur l'actualité autour d'une table, tandis qu'un chef, parfois cuisinier étoilé, prépare un plat qu'ils dégustent à table, au cours de l'émission.

## Historique
L'émission C à vous est créée en septembre 2009 et est présentée par Alessandra Sublet jusqu'en juin 2013. À partir d'août 2010, une nouvelle séquence intitulée C à vous La Suite est diffusée à la suite de l'émission principale, notamment pour permettre à la chaîne de diffuser de la publicité. D'une durée d'une vingtaine de minutes, l'animatrice accueille l'invité du dessert, venant se joindre à celui ou celle du dîner puis se termine par un concert musical sur le plateau. D'août 2010 à mai 2013, l'émission est diffusée à 20 h 25. À partir de juin 2013, le programme est retransmis à 20 h, après une pause publicitaire. À partir de septembre 2010, un florilège de moments choisis parmi les émissions de la semaine, appelé C à vous, Le Meilleur, est diffusé tous les samedis. L'heure de programmation de ce best-of du samedi est plusieurs fois modifié; de 12 h 30 à partir de septembre 2010 à 17 h 55 à partir de septembre 2011, à 19 h à partir de septembre 2013, à 12 h 30 puis à 13 h en 2014.
En février 2012, C à vous fête sa 500e émission. Deux anciens collègues journalistes d'Alessandra Sublet, Bruce Toussaint et Jean-Pierre Pernaut, présentent l'émission, cette dernière étant l'invitée d'honneur. Cette émission spéciale est suivie par 1,1 million de téléspectateurs, soit 5,1 % de part de marché.
À partir de la rentrée 2013, l'ex animatrice de l'émission Dimanche + sur Canal+, Anne-Sophie Lapix anime l'émission. Sa remplaçante attitrée depuis septembre 2014, Anne-Élisabeth Lemoine, la remplace lors de ses absences. Depuis la rentrée 2017,  Anne-Élisabeth Lemoine, remplaçante d'Anne-Sophie Lapix, reprend les rênes de l'émission, l'ancienne animatrice étant partie sur France 2 pour succéder à David Pujadas, à la présentation 20H. L'émission du 23 juin 2017 est consacrée au départ d'Anne-Sophie Lapix.
En octobre 2018, l'émission est épinglée par le CSA pour manquement à l'obligation de faire « preuve de rigueur dans la présentation et le traitement de l'information », après avoir qualifié l'Union populaire républicaine de parti d'extrême droite.
L'émission fête ses 10 ans le 21 juin 2019, lors d'une émission spéciale en présence des trois présentatrices successives et de tous les chroniqueurs. Un nouveau plateau est instauré lors de la saison 2019-2020. Depuis le début de la pandémie de Covid-19, l'émission s'adapte en supprimant provisoirement le dîner, se calquant sur les décisions gouvernementales interdisant l'ouverture des restaurants et bars. La partie dîner se déroule à cette période sur le décor du studio concernant les entretiens.
Les dîners sont de retour à la rentrée 2020 puis de nouveau suspendus fin octobre 2020, en raison du deuxième confinement national. Ils reprennent le 19 mai 2021, jour de réouverture des terrasses et des lieux culturels en France. Pour l'occasion, le dîner revient sur une terrasse spécialement élaborée pour l'occasion. Située dans les jardins entourant le studio, elle permet de respecter les protocoles sanitaires en vigueur.
L'émission est également rallongée d’une demi-heure pour atteindre 1h50. L'équipe est complétée avec de nouveaux chroniqueurs parmi lesquels Mohamed Bouhafsi et Matthieu Belliard, respectivement en provenance de RMC et d’Europe 1. De nouvelles rubriques sont envisagées par la production comme le passage d’une fiction humoristique, composée d'épisodes en format très court. À l'occasion du Festival de Cannes 2023, l'émission se rend à Cannes. La première partie de l'émission consacrée à l'actualité est toutefois présentée à Paris depuis le studio habituel, par la journaliste Émilie Tran Nguyen entourée de nouveaux chroniqueurs, tels que Nathalie Saint-Cricq ou Jean Massiet. Anne-Élisabeth Lemoine anime ensuite la deuxième partie depuis Cannes en public, accompagnée des chroniqueurs habituels Patrick Cohen, Pierre Lescure et Bertrand Chameroy.
À la rentrée 2023, l'équipe de C à vous est légèrement remaniée pour sa 15e saison. Matthieu Belliard quitte la présentation du 5/5 et est remplacé par Lorrain Sénéchal. En provenance de BFMTV, la journaliste Aurélie Casse reprend les rênes de C l'hebdo, en remplacement d'Ali Baddou et rejoint l'équipe. Cette dernière décide finalement de quitter l'émission en janvier, afin de consacrer pleinement à la présentation de C l'hebdo.
La saison 16 de l'émission commence le 2 septembre 2024 et le programme exploite un décor de plateau modifié, une nouvelle chronique pour Mohamed Bouhafsi, le Pas Vu Pas Pris dit PVPP vers 20h40, l'arrivée dans l'équipe d'Olivia Leray, officiant le vendredi depuis sa Fanzone, journal hebdomadaire du sport, la fiction de seconde partie est modifiée avec Jibé et Lucien en Coulisse, avec Ambroise Carminati et Xavier Lacaille, remplaçant Les Radoteurs de Stéphane De Groot et  Gilles Gaston-Dreyfus. Le rendez-vous de zapping quotidien VU est également avancé à 20h.
Dès le 14 mai 2025, l'émission est délocalisée à Cannes pour la troisième saison d'affilée pour couvrir le 78e Festival du Cinéma de Cannes, avec une seconde partie spéciale, présentée par Anne-Elisabeth Lemoine, accompagnée de Patrick Cohen, Pierre Lescure, Mohamed Bouhafsi et Bertrand Chameroy. Une émission spéciale est programmée le samedi, présentée par Émilie Tran-Nguyen, accompagnée de Lorrain Sénéchal.
À la rentrée 2025, l’émission est désormais diffusée le samedi en plus de la semaine dans la même case horaire. L’émission est présentée du lundi au jeudi par Anne-Elisabeth Lemoine puis par Mohamed Bouhafsi le vendredi et samedi.

## Critiques et polémiques
En octobre 2019, l'association de critique des médias Acrimed voit dans la réception de Cécilia Attias et Louis Sarkozy, un exemple de « journalisme mondain » : « Le service public au service… des puissants. « C à vous » en donne un nouvel exemple édifiant, en choisissant de recevoir en plateau parmi les innombrables auteurs du moment, Cécilia Attias et Louis Sarkozy pour papoter de leur livre épistolaire. Après une réception en grande pompe orchestrée par Léa Salamé le 24 octobre dans la matinale de France Inter, c’est au tour d’Anne-Élisabeth Lemoine d’ouvrir la boîte à cirage. Journalisme de cour, complaisance, connivence, petites phrases, dépolitisation, habitus mondains, tout y passe : rarement un plateau n’aura autant donné à voir l’entre-soi de journalistes occupés à faire exister publiquement des paroles qui n’intéressent, globalement, qu’eux-mêmes ».
En septembre 2021, le quotidien français La Nouvelle République du Centre-Ouest note que C à vous est « Un long talk-show, d’info-divertissement, prescripteur et dans le ton de l’actualité, à la fois perspicace et convivial ». Le journal compare l'équipe de l'émission à « une bande de joyeux drilles à l’ambiance rigolarde […] entre boutades et chamailleries ».

## Mises en garde de l'Arcom
Le 14 février 2024, l'Arcom rappelle à l'ordre la chaine France 5 après avoir a été saisie au sujet d’un éditorial intitulé "Crépol : la mécanique de la haine et du mensonge", présenté par Patrick Cohen dans l’émission C à Vous diffusée le 27 novembre  2023 sur France 5. Patrick Cohen est accusé de reprendre sans distance ni nuance la version des assaillants, alors que le récit de la soirée n’a pas encore été éclairci par les enquêteurs. L'Arcom considère que « certains propos, dénués de précautions oratoires et énoncés sur un mode déclaratif, ne satisfaisaient pas aux exigences de mesure, de rigueur et d’honnêteté fixées au cahier des charges de la société France Télévisions. »,
Le 11 avril 2024, l'Arcom saisi par le syndicat CFE-CGC des médias, adresse un courrier de mise en garde à la chaîne France 5 relatif à une séquence de C à vous diffusée le 30 janvier avec Xavier Niel. L'Arcom appelle France Télévisions à « faire preuve de vigilance quant au respect de la règlementation publicitaire et à veiller à ce que les émissions d’information et les programmes qui y concourent soient réalisés dans les conditions qui garantissent l’indépendance de l’information, notamment à l’égard des intérêts économiques des annonceurs ». L’Arcom regrette que « seule la nouvelle offre Free ait été présentée au cours de cette séquence » et qu’elle ait « fait l’objet de la part de la présentatrice de propos laudatifs et marqués par une absence de critique ».

## Équipe

### Présentation
| Animateurs                      | Rôle                          | Saisons     | Saisons     | Saisons     | Saisons     | Saisons     | Saisons     | Saisons     | Saisons     | Saisons     | Saisons      | Saisons      | Saisons      | Saisons      | Saisons      | Saisons      | Saisons      |
| Animateurs                      | Rôle                          | 1 (2009-10) | 2 (2010-11) | 3 (2011-12) | 4 (2012-13) | 5 (2013-14) | 6 (2014-15) | 7 (2015-16) | 8 (2016-17) | 9 (2017-18) | 10 (2018-19) | 11 (2019-20) | 12 (2020-21) | 13 (2021-22) | 14 (2022-23) | 15 (2023-24) | 16 (2024-25) |
| ------------------------------- | ----------------------------- | ----------- | ----------- | ----------- | ----------- | ----------- | ----------- | ----------- | ----------- | ----------- | ------------ | ------------ | ------------ | ------------ | ------------ | ------------ | ------------ |
| Alessandra Sublet               | Animatrice                    |             |             |             |             |             |             |             |             |             |              |              |              |              |              |              |              |
| Anne-Sophie Lapix               | Animatrice                    |             |             |             |             |             |             |             |             |             |              |              |              |              |              |              |              |
| Anne-Élisabeth Lemoine          | Animatrice                    |             |             |             |             |             |             |             |             |             |              |              |              |              |              |              |              |
| Julie Andrieu puis Daphné Bürki | Animatrice ou animateur joker |             |             |             |             |             |             |             |             |             |              |              |              |              |              |              |              |
| Églantine Éméyé                 | Animatrice ou animateur joker |             |             |             |             |             |             |             |             |             |              |              |              |              |              |              |              |
| Anne-Élisabeth Lemoine          | Animatrice ou animateur joker |             |             |             |             |             |             |             |             |             |              |              |              |              |              |              |              |
| Ali Baddou                      | Animatrice ou animateur joker |             |             |             |             |             |             |             |             |             |              |              |              |              |              |              |              |
| Aurélie Casse                   | Animatrice ou animateur joker |             |             |             |             |             |             |             |             |             |              |              |              |              |              |              |              |
| Patrick Cohen                   | Animatrice ou animateur joker |             |             |             |             |             |             |             |             |             |              |              |              |              |              |              |              |

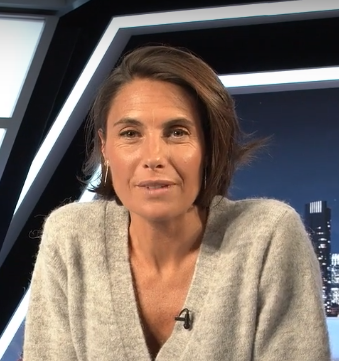
Alessandra Sublet
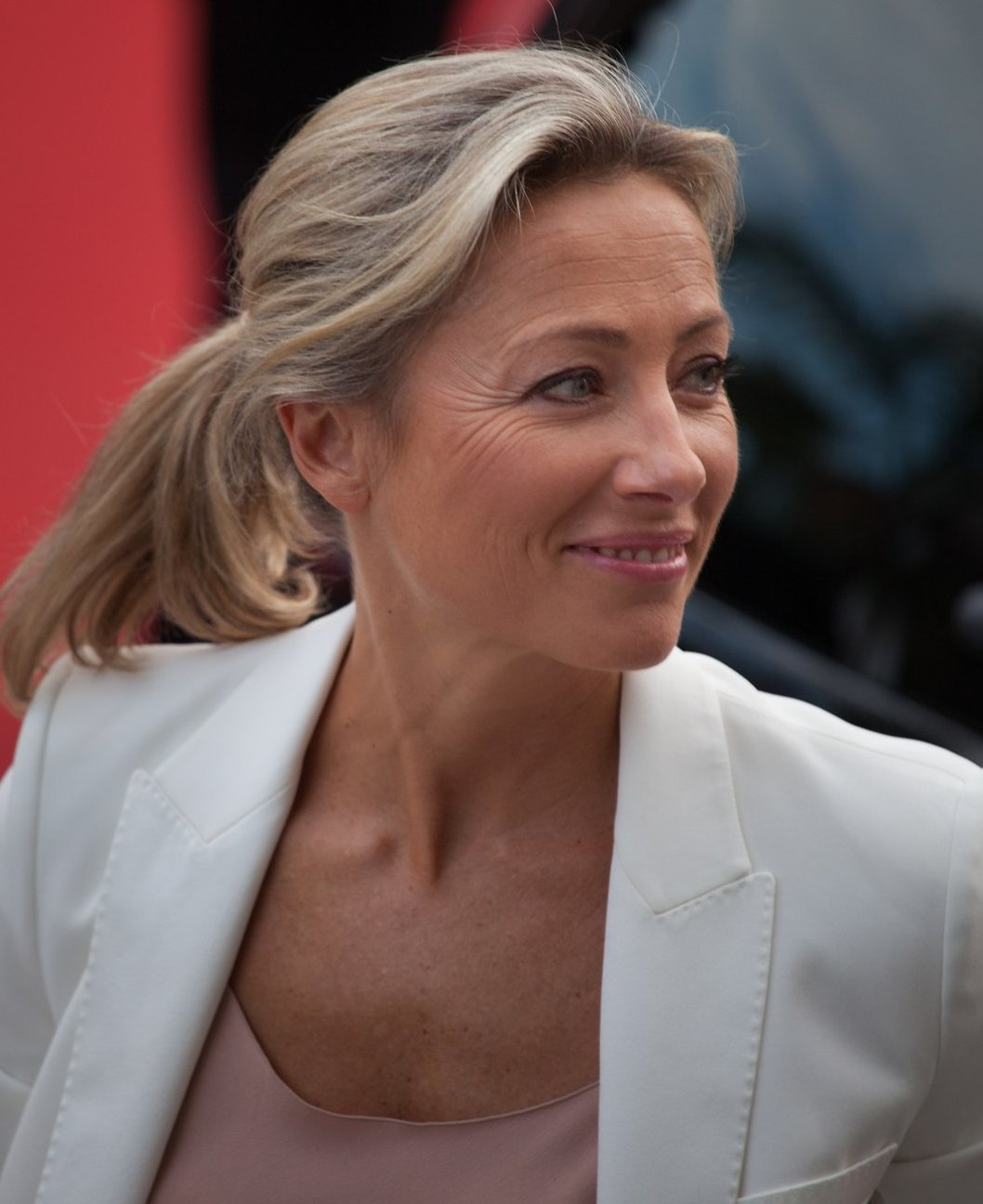
Anne-Sophie Lapix
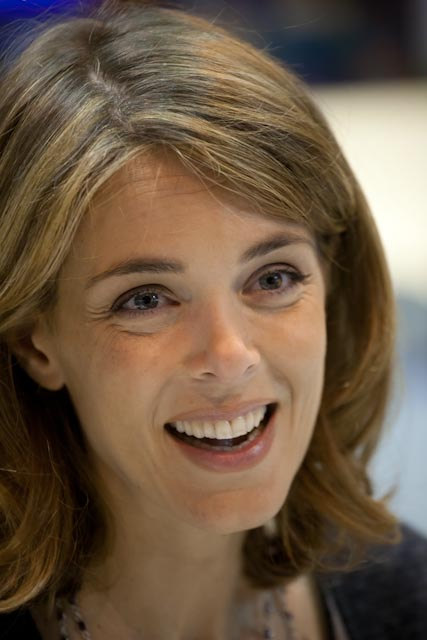
Julie Andrieu
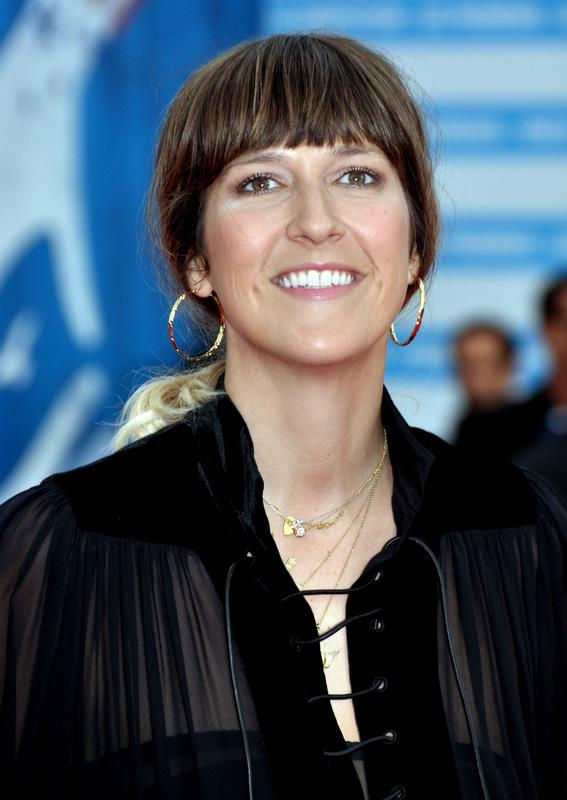
Daphné Bürki
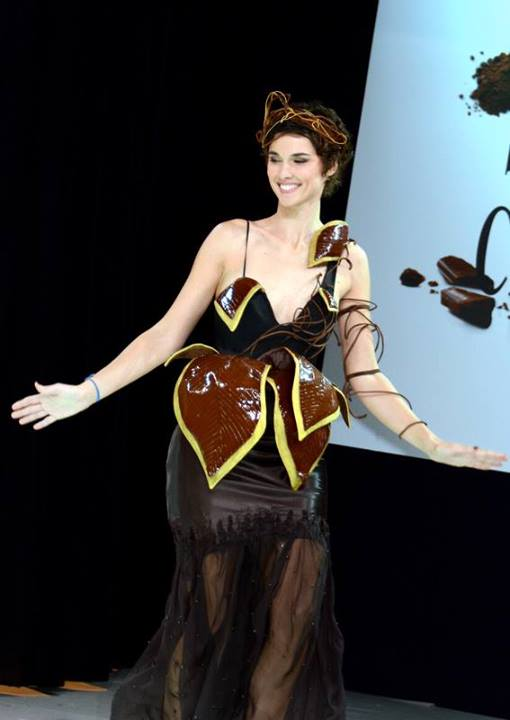
Eglantine Emeyé
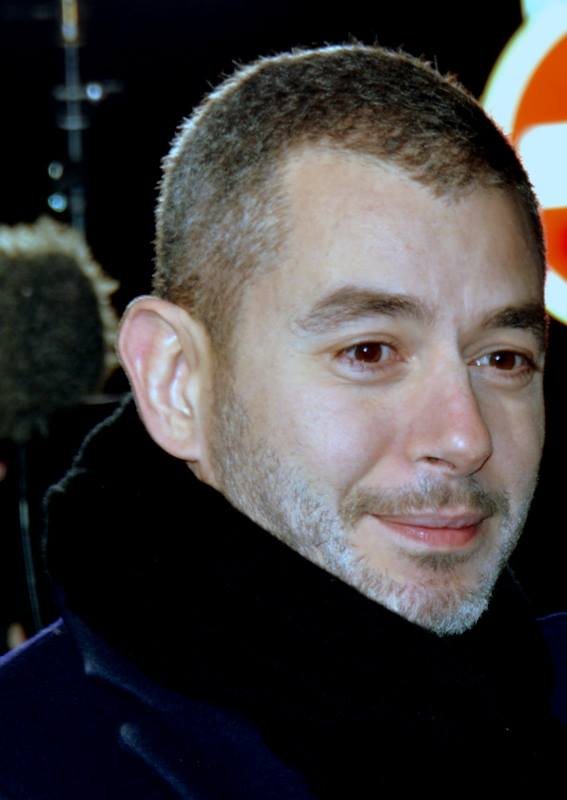
Ali Baddou

L'émission est présentée par Alessandra Sublet entre septembre 2009 et juin 2013. Pendant la troisième saison (septembre 2011 / juin 2012), Julie Andrieu puis Daphné Bürki (à partir de mai 2012) présentent l'émission lors des absences d'Alessandra Sublet. Pendant la quatrième saison (septembre 2012 / juin 2013), Églantine Éméyé remplace Alessandra Sublet lors de ses absences. Plusieurs fois dans l'année, les animateurs de France Télévisions se succèdent pour remplacer Alessandra Sublet, notamment pendant son congé maternité :
En mai 2013, Alessandra Sublet annonce qu'elle arrête l'émission à l'issue de la saison 4 mais qu'une saison 5 est toujours prévue avec une nouvelle présentatrice). Mi-mai, on apprend que l'animatrice Anne-Sophie Lapix (alors sur Canal+) est sa remplaçante pour la 5e saison. Le 10 décembre 2013, l'ancienne animatrice de l'émission Alessandra Sublet revient exceptionnellement pour remplacer Anne-Sophie Lapix. De septembre 2014 au juin 2017 Anne-Sophie Lapix est remplacée par Anne-Élisabeth Lemoine lorsqu'elle est en congé. Pierre Lescure rejoint également l'émission pour parer au départ d'Emmanuel Maubert et Jérémy Michalak. En 2017, Ali Baddou devient remplaçant attitré d'Anne-Élisabeth Lemoine lors de ses absences ou vacances. Depuis 2023, Aurélie Casse assure les remplacements d'Anne-Élisabeth Lemoine à la suite du départ d'Ali Baddou.

### Chroniqueurs

#### Saison 2024/2025
- Patrick Cohen
- Pierre Lescure
- Lorrain Sénéchal
- Mohamed Bouhafsi
- Émilie Tran Nguyen
- Bertrand Chameroy
- Olivia Leray (uniquement le vendredi)

#### Reporters du 5/5
- Stephen Chattour
- Rémi Teulière
- Camille Balland
- Ana-Serena Mariani
- Mehdi Dahes

## Séquences

### Saison 2024-2025
- Le coin cuisine: en tout début d'émission, Bertrand Chameroy présente le chef du jour et le plat dégusté.
- L'édito de Patrick Cohen : en tout début d'émission, Patrick Cohen revient sur le plus gros évènement de la journée ou de la semaine.
- La story : Mohamed Bouhafsi évoque un sujet sociétal d'actualité
- Le 5/5 : Lorrain Sénéchal passe en revue les grosses actualités du jour.
- Pas vu, Pas pris (PVPP), Mohamed Bouhafsi présente un évènement insolite.
- Vu: séquence de 7 minutes faisant un résumé de ce qui s'est passé la veille sur les plateaux télés.
- Jibé et Lucien en coulisses : courte fiction où Xavier Lacaille (Lucien) et Ambroise Carminati (Jibé) sont des assistants à la rédaction de "C à vous".
- L’œil de Pierre : courte séquence où Pierre Lescure évoque un sujet culturel.
- Les actualités de Bertrand : Bertrand Chameroy livre un billet d'humour en fin d'émission.
- Le Live : Prestation musicale sur la scène du plateau de C à vous, La Suite.

### Saison 2023-2024
- Le coin cuisine: en tout début d'émission, Bertrand Chameroy présente le chef du jour et le plat dégusté.
- L'édito de Patrick Cohen : en tout début d'émission, Patrick Cohen revient sur le plus gros évènement de la journée ou de la semaine.
- La story : Mohamed Bouhafsi évoque un sujet sociétal d'actualité
- Le 5/5 : Lorrain Sénéchal passe en revue les grosses actualités du jour.
- Vu: séquence de 7 minutes faisant un résumé de ce qui s'est passé la veille sur les plateaux télés.
- Les actualités de Bertrand : Bertrand Chameroy livre un billet d'humour en fin d'émission.
- Le Live : Prestation musicale sur la scène du plateau de C à vous, La Suite.
- L’œil de Pierre : courte séquence où Pierre Lescure évoque un sujet culturel.
- Les radoteurs: Courte fiction avec Stéphane De Groodt et Gilles Gaston-Dreyfus diffusée juste avant le diner
- Le fait d'actu: Émilie Tran Nguyen présente un fait d'actu qui a marqué la journée

### Saison 2022-2023
- L'édito de Patrick Cohen : en tout début d'émission, Patrick Cohen revient sur le plus gros évènement de la journée ou de la semaine.
- La story : Mohamed Bouhafsi évoque un sujet sociétal d'actualité
- Le 5/5 : Matthieu Beliard passe en revue les grosses actualités du jour.
- Vu: séquence de 7 minutes faisant un résumé de ce qui s'est passé la veille sur les plateaux télés.
- Les actualités de Bertrand (l'ABC) : Bertrand Chameroy livre un billet d'humour en fin d'émission.
- Le Live : Prestation musicale sur la scène du plateau de C à vous, La Suite.
- L’œil de Pierre : courte séquence où Pierre Lescure évoque un sujet culturel.
- J'étais à ça: Courte fiction avec Zoé Bruneau diffusée juste avant le diner
- La chronique enchantée : Sandrine Sarroche chante l'actualité chaque mercredi

### Saison 2021-2022
- L'édito de Patrick Cohen : en tout début d'émission, Patrick Cohen revient sur le plus gros évènement de la journée ou de la semaine.
- La story : Mohamed Bouhafsi évoque un sujet sociétal d'actualité
- Le 5/5 : Matthieu Beliard reprend la rubrique d'Émilie Tran Nguyen qui participe désormais à la première partie de l'émission.
- Vu: séquence de 7 minutes faisant un résumé de ce qui s'est passé la veille sur les plateaux télés.
- Les actualités de Bertrand Chameroy (l'ABC) : Bertrand Chameroy livre un billet d'humour en fin d'émission.
- Le Live : Prestation musicale sur la scène du plateau de C à vous, La Suite.
- L’œil de Pierre : courte séquence où Pierre Lescure évoque un sujet culturel.
- La story médias : Mohamed Bouhafsi évoque un deuxième sujet d'actualité concernant les médias en fin d'émission.
- La story de Marion : Marion Ruggieri évoque un cours sujet d'actualité.

### Saison 2020-2021
- Le 5/5 : Émilie Tran Nguyen reprend la rubrique de Maxime Switek parti sur BFMTV et analyse l'actualité.
- Le speakerin : Bertrand Chameroy conseille les téléspectateurs sur le programme du soir avec humour.
- Le Live : Prestation musicale en direct dans C à vous, La Suite.
- La story de Marion et L’œil de Pierre : courtes séquences de 2 minutes où Marion Ruggieri et Pierre Lescure évoquent un sujet d'actualité

### Saison 2017-2018
- La Recette : Abdel Alaoui, Christian Duplaissy ainsi que de nombreux autres chefs préparent tout au long de l'émission la recette du jour en direct.
- Les Invités de l'Actu : À travers de nombreuses rubriques (L'invité Spécial, l'homme du jour ou la femme du jour), un ou plusieurs invités vont parler de l'actualité et/ou de leur actualité autour de la table.
- Le Dîner : Des personnalités font leur promo autour d'un repas concocté par un chef.
- Le Débrief : Pierre Lescure revient, une fois par semaine, sur les meilleurs moments (ou les pires) des émissions précédentes.
- C à vous, La Suite : il s'agit d'une discussion avec un ou plusieurs nouveaux invités venant se joindre au dîner. Elle est diffusée à 20 h et en direct.
- En route vers le kremlin : Anne-Laure Bonnet présente toute l'actualité du mondial de foot 2018.
- Le Fact Checkin : Samuel Laurent (des Décodeurs du Monde) analyse et décortique chaque vendredi les fakes news de la semaine pour démêler le vrai du faux.
- Le Live : Prestation musicale en direct dans C à vous, La Suite.

### Saisons 2013 à 2017
- La recette : La recette du jour est réalisée tout au long de l'émission par un cuisinier.
- Les Invités de l'Actu : À travers de nombreuses rubriques (L'invité spécial, l'homme du jour ou la femme du jour), un ou plusieurs invités vont parler de l'actualité et/ou de leur actualité autour de la table.
- Le Diner : Des personnalités font leur promo autour d'un repas concocté par un chef.
- Le Débrief : Matthieu Noël fait un bilan à visée humoristique de l'émission précédente.
- C à vous, la suite : il s'agit d'une discussion avec un ou plusieurs nouveaux invités venant se joindre au dîner. Elle est diffusée à 20 h et en direct.
- Le Live : Prestation musicale en direct dans C à vous, la suite.

### Anciennes séquences
- Maurad Télécom par Maurad : faux SMS de célébrités.
- Ça m'énerve par Nicolas Poincaré : coup de gueule du jour (2009/2010)[31].
- Zap Story : séquence parodiant le Zapping, avec de fausses émissions de télévision.
- Elsa Boublil donne chaque vendredi les bons plans du week-end.
- C l'info puis Le Décodeur : Patrick Cohen entame une discussion avec un ou plusieurs invités sur un fait d'actualité. Il est parfois remplacé par Thierry Dagiral.
- C à voir (uniquement le vendredi) par Jérôme Béglé[32]: actualité culturelle.
- C le débrief : Philippe Gaudin[32] présente l'actualité du jour (le vendredi, la rubrique est une revue de presse).
- Le vendredi Jérôme Béglé reçoit un jeune artiste et le présente autour du diner.
- C la télé : Emmanuel Maubert anciennement, Renaud Saint-Cricq le vendredi[32], présente l'actualité des médias (télévision).
- C le buzz : présentée en alternance par Jérémy Michalak (présent depuis 2009) ou Louise Ekland (saison 4)[33] la rubrique s'intéresse au buzz du jour et à l'actualité people.
- Le 5 sur 5 : Maxime Switek présente l'actualité du jour à travers 5 sujets d'infos. Il est parfois remplacé par Hélène Roussel.
- L'œil d'Anne-Elisabeth (saison 2014-2015) : présenté par Anne-Elisabeth Lemoine.
- Le coach (saison 2019-2020) : Mickaël Délis donne ses conseils de coach aux animateurs avec humour.
- Le teaser (saison 2014-2015) : Présenté par Matthieu Noël.

## Identité visuelle (logos)

Logo de septembre 2009 jusqu'à juin 2012 (saisons 1 à 3).
Logo de septembre 2012 jusqu'à juin 2013 (saison 4)
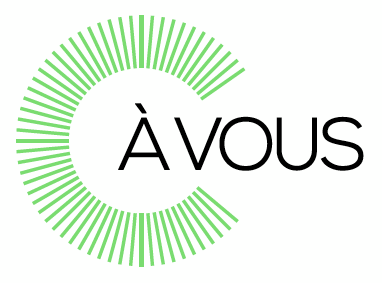
Logo d'août 2013 jusqu'à juin 2014 (saison 5)
Logo d'août 2014 jusqu'à juin 2015 (saison 6)
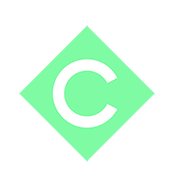
Logo d'août 2015 jusqu'à juin 2016 (saison 7)
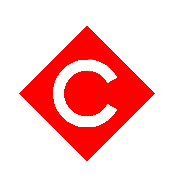
Logo en alternance avec le vert de septembre 2016 jusqu'à juin 2017 (saison 8)
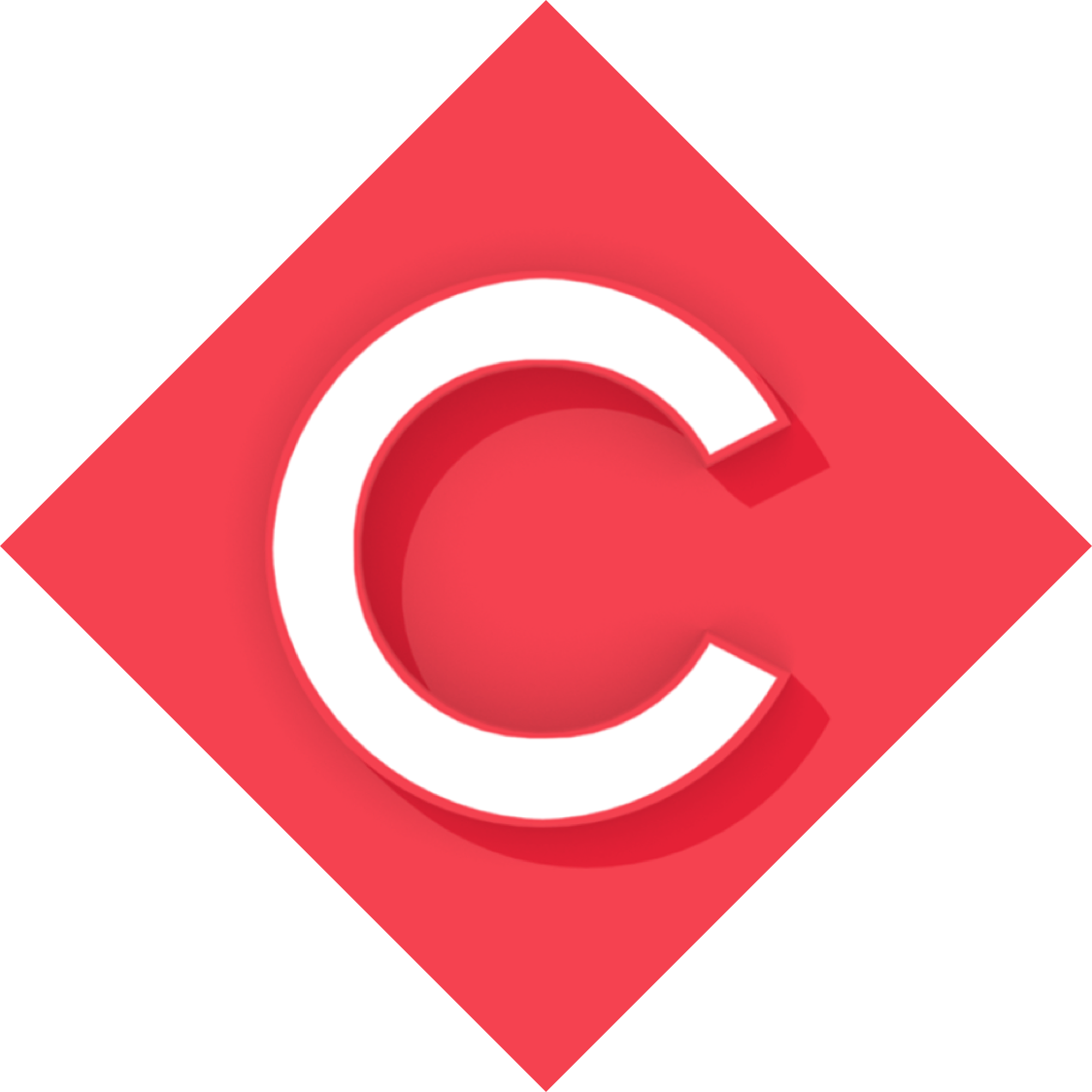
Logo d'août 2017 jusqu'à juin 2023 (saison 9 à 14)
Logo depuis 4 septembre 2023 (saison 15)

## Musiques
- Générique début et fin : composition originale de Loïc Ouaret
- Jingle Invité Actu : Swim - HER
- Jingle Le 5/5 : Telephone - Sinkane (2017 à 2020) / Breakbot - Translight (2020-2021)
- Jingle Fact Cheking : La Vérité - Frànçois & the Atlas Mountains
- Jingle En route vers le kremlin : Tous Ensemble - Johnny Hallyday
- Jingle de fin de la première partie 2018/2019 (19h55) : Fabulous - Nampa
- Jingle de fin de la première partie 2019/2020 (19h55) : Good as Hell - Lizzo, Ariana Grande
- Jingle de fin de la première partie 2021 : Smile - Katy Perry
- Jingle Invité du dîner : Feels - Calvin Harris feat. Pharrell Wiliams & Katy Perry & Big Sean
- Jingle Le Débrief : Beam Me Up - Midnight Magic
- Jingle Le Coach : Le Coach - Soprano feat. Vincenzo
- Jingle Le Speakerin : Ooh La La - Jessie Ware

## C à vous, l'application
Depuis janvier 2013, C à vous lance une application pour iPad délivrant les actualités de l'émission et/ou la recette du jour en version détaillée.

## Réseaux sociaux
L'émission exploite sa propre chaîne YouTube, sa chaîne Dailymotion, sa page Facebook, son compte Twitter, Instagram et plu.us/cavous.

## Parodie
En décembre 2024, l'émission est parodiée par Jérôme Commandeur et son équipe dans son émission Le Monde Magique diffusé sur Canal+. Y sont caricaturés le faible temps de l'émission consacrés aux invités, les éditos jugées trop tristes de Patrick Cohen et les spoils des films présentés par les producteurs invités dans l'émission par Anne-Elisabeth Lemoine. L'équipe de C à vous accueille très bien cette parodie et invite d'ailleurs l'humoriste sur le plateau.

## Audience
Au fur et à mesure des saisons, l'audience dépasse parfois le million de téléspectateurs depuis 2011 et jusqu’à 2 millions de téléspectateurs entre mars et mai 2020, période du confinement Covid.
Les records d'audience historiques de l'émission C à vous sont :
- 2 110 000 de téléspectateurs (réalisé le 20 avril 2020 lors d'une émission durant la pandémie de Covid-19)[37]
- 10,2 % de PDA (4 ans et +) (réalisé quelques jours avant, le 15 avril 2020, également lors d'une émission durant la pandémie de Covid-19)[38]

Un précédent record historique de C à vous est réalisé au lendemain du second tour de l'élection présidentielle de 2017 (le 8 mai 2017) avec 1 572 000 téléspectateurs et 8,0 % de PDA.
Le 23 juin 2017, une émission spéciale de 2 h est consacrée à Anne-Sophie Lapix pour son départ avec de nombreuses séquences, invités, surprises, concert. Lors de cette spéciale, la première partie de l'émission diffusée de 19 h 0 à 19 h 55 réunit 994 000 téléspectateurs et 7,2 % de PDA puis la seconde partie diffusée de 20 h 0 à 20 h 50, réunit 520 000 téléspectateurs et 2,9 % de PDA (un record pour la deuxième partie de l'émission).
Le 20 décembre 2023, C à vous se déplace à l'Élysée. Le président Emmanuel Macron est interviewé pendant deux heures par Anne-Elisabeth Lemoine et son équipe. L'émission est suivie par près de 3 millions de téléspectateurs, représentant la meilleure audience de C à vous ainsi que de la meilleure audience enregistrée par France 5.

### Saison 2017-2018
| Émission           | Date             | Présentateur           | Audience téléspectateurs  | PDA                  |
| ------------------ | ---------------- | ---------------------- | ------------------------- | -------------------- |
| C à vous           | 3 octobre 2017   | Anne-Élisabeth Lemoine | 1.212.000                 | 7,0%                 |
| C à vous           | 17 octobre 2017  | Anne-Élisabeth Lemoine | 1.209.000                 | 7,0%                 |
| C à vous           | 18 octobre 2017  | Anne-Élisabeth Lemoine | 1.266.000                 | 7,1%                 |
| C à vous           | 9 novembre 2017  | Anne-Élisabeth Lemoine | 1.329.000                 | 6.9%                 |
| C à vous           | 4 décembre 2017  | Anne-Élisabeth Lemoine | 1.390.000                 | 7,0%                 |
| C à vous           | 7 décembre 2017  | Anne-Élisabeth Lemoine | 1.371.000                 | 7,1%                 |
| C à vous           | 14 décembre 2017 | Anne-Élisabeth Lemoine | 1.395.000                 | 7,2%                 |
| C à vous           | 18 décembre 2017 | Anne-Élisabeth Lemoine | 1.455.000                 | 7,3%                 |
| C à vous           | 8 février 2018   | Anne-Élisabeth Lemoine | 1.442.000                 | 7,4%                 |
| C à vous           | 12 février 2018  | Anne-Élisabeth Lemoine | 1.458.000                 | 7,2%                 |
| C à vous           | 2 mars 2018      | Anne-Élisabeth Lemoine | 1.323.000                 | 7,5%                 |
| C à vous           | 13 mars 2018     | Anne-Élisabeth Lemoine | 1.470.000 (record saison) | 7,8% (record saison) |
| C à vous, la suite | 12 avril 2018    | Anne-Élisabeth Lemoine | 811.000 (record saison)   | 3,5% (record saison) |

### Saison 2018-2019
La rentrée 2018-2019 de C à Vous est placée sous le signe du record. Une rentrée historique depuis la création de l'émission.
| Émission | Date             | Présentateur           | Audience téléspectateurs | PDA  |
| -------- | ---------------- | ---------------------- | ------------------------ | ---- |
| C à vous | 3 décembre 2018  | Anne-Élisabeth Lemoine | 1.491.000                | 7,5% |
| C à vous | 4 décembre 2018  | Anne-Élisabeth Lemoine | 1.544.000                | 8,1% |
| C à vous | 5 décembre 2018  | Anne-Élisabeth Lemoine | 1.551.000                | 8,2% |
| C à vous | 6 décembre 2018  | Anne-Élisabeth Lemoine | 1.570.000                | 8,3% |
| C à vous | 7 décembre 2018  | Anne-Élisabeth Lemoine | 1.515.000                | 8,4% |
| C à vous | 10 décembre 2018 | Anne-Élisabeth Lemoine | 1.586.000                | 7,8% |
| C à vous | 11 décembre 2018 | Anne-Élisabeth Lemoine | 1.575.000                | 8,3% |

### Saison 2019-2020
Durant la pandémie de Covid-19 et le confinement de la population français, C à vous réalisent des records historiques d'audiences qui se placent parmi les meilleures audiences historiques de la chaîne France 5.
| Date          | Émission | Présentateur           | Téléspectateurs               | Part de marché             |
| ------------- | -------- | ---------------------- | ----------------------------- | -------------------------- |
| 16 mars 2020  | C à vous | Anne-Élisabeth Lemoine | 2 040 000                     | 8,5 %                      |
| 25 mars 2020  | C à vous | Anne-Élisabeth Lemoine | 2 000 000                     | 8,9 %                      |
| 26 mars 2020  | C à vous | Anne-Élisabeth Lemoine | 1 920 000                     | 8,6 %                      |
| 27 mars 2020  | C à vous | Anne-Élisabeth Lemoine | 2 040 000                     | 9,0 %                      |
| 30 mars 2020  | C à vous | Anne-Élisabeth Lemoine | 1 950 000                     | 8,9 %                      |
| 7 avril 2020  | C à vous | Anne-Élisabeth Lemoine | 1 990 000                     | 9,5 %                      |
| 15 avril 2020 | C à vous | Anne-Élisabeth Lemoine | 2 100 000                     | 10,2 % (record historique) |
| 17 avril 2020 | C à vous | Anne-Élisabeth Lemoine | 1 980 000                     | 9,6 %                      |
| 20 avril 2020 | C à vous | Anne-Élisabeth Lemoine | 2 110 000 (record historique) | 9,8 %                      |
| 28 avril 2020 | C à vous | Anne-Élisabeth Lemoine | 2 020 000                     | 9,2 %                      |